# Стоян Петров-Чомаков
Вижте пояснителната страница за други личности с името Стоян Чомаков.
Стоян Владимиров Петров-Чомаков е български дипломат, посланик в различни страни през 1927 – 1945 г.

## Биография
Роден на 8 май 1888 г. в Пловдив. Баща му, Владимир Александрович Петров е офицер от руската и българската армия, а майка му Мария Петрова-Чомакова е дъщеря на д-р Стоян Чомаков. Завършва право в Париж в лицея „Анри ІV“, след което работи в Министерството на външните работи и изповеданията. Веднага след това е призован в Първи царски хусарски полк и е изпратен като секретар на Турско-българската погранична комисия през 1911 г. Участва активно като лейтенант в Балканските и капитан в Първата световна война. За участието си във войните е отличен с орден „За гражданска заслуга“ – І и ІІ степен, „Св. Сава“ – І степен, Военен орден за храброст – ІV степен, орден „Св. Александър“, възпоменателен медал за участие в Първата световна война (1915 – 1918) и др.
След края на Първата световна война се връща на работа в Министерството на външните работи и изповеданията. През 1919 г. взима участие като секретар на българската делегация на Парижката мирна конференция за подписването на Ньойския мирен договор. През 1921 г. е изпратен в Българската царска легация в Лондон като първи секретар, по искане на Димитър Станчов – пълномощен министър на Царство България в Лондон (1920 – 1924), а след това и като съветник на Панчо Хаджимишев – пълномощен министър на Царство България в Лондон (1924 – 1935). По това време изпълнява и длъжността агент на България в Англо-българския смесен арбитражен съд.
През 1928 г. се жени за Лили де Поортер – дъщеря на Едуард де Поортер – основател на компанията „Хобсън“ за производство на новаторска версия на карбураторите „Клодел“. От брака си има две деца: Владимир и Соня.
От 1927 до 1933 г. оглавява Българската царска легация в Будапеща (Унгария), след това е изпратен като пълномощен министър на Царство България във Вашингтон (САЩ) (1933 – 1936). През 1936 г. за кратко се завръща в България като заема последователно длъжностите: началник на протокола, началник на „Политическата дирекция“ и изпълняващ длъжността главен секретар в Министерството на външните работи и изповеданията. От 1938 до 1940 г. е изпратен като пълномощен министър на Царство България в Стокхолм (Швеция), а от 1940 до 1944 г. е пълномощен министър на Царство България в Букурещ (Румъния). Има водеща роля по време на преговорите с румънското правителство за връщането на Южна Добруджа, и подписването на Крайовската спогодба. Последният му дипломатически пост е като пълномощен министър на Царство България в Токио (Япония). Изпратен е през 1944 г.
След 1945 г. българската държава му отнема гражданството. Живее заедно със семейството си в Швейцария (1945 – 1949), Аржентина (1949 – 1956) и Белгия (след 1956).
В Аржентина основава емигрантската организация „Бащино огнище“. Занимава се и с живопис. По време на дипломатическата си служба в Будапеща прави скици на българската църква, по които по-късно е построена. Рисува и в Буенос Айрес. През 1964 г. прави самостоятелна изложба в Брюксел. Автор е на книгата „Духът на дипломацията“, която е преведена на български език посмъртно, през 2002 г.
Умира на 26 август 1966 г.
Личният му архив се съхранява във фонд 2146К в Централен държавен архив. Той се състои от 154 архивни единици от периода 1865 – 2013 г.

## Публикации
- „Япония. Записки на дипломата“ (2002, ISBN 954894507Х)
- „Духът на дипломацията“ (2003, ISBN 954-607-557-4)